# Nílson Esídio Mora
Nílson Esídio Mora, genannt Nílson, (* 19. November 1965 in Santa Rita do Passa Quatro) ist ein ehemaliger brasilianischer Fußballspieler.

## Karriere
Nachdem Nílson zunächst in kleineren Vereinen gespielt hatte, erlebte er 1988 seinen Durchbruch beim Erstligaverein SC Internacional aus Porto Alegre. Gleich in seiner ersten Saison konnte er sich die Krone des Torschützenkönigs in der brasilianischen Meisterschaft sichern. Aufgrund dieses Erfolges wurde der Spieler von Celta Vigo aus Spanien verpflichtet. Hier konnte Nílson sich aber nicht entscheidend durchsetzen, so dass es bereits nach einer Saison zurück nach Brasilien ging. Es schlossen sich verschiedene Stationen an, u. a. auch in Peru, die meistens nicht länger als eine Saison dauerten.

## Erfolge
Grêmio
- Supercopa do Brasil: 1990

Real Valladolid
- Troféu Cidade de Valladolid: 1994

Sporting Cristal
- Apertura und Clausura: 1998

Atlético Mineiro
- Staatsmeisterschaft von Minas Gerais: 1999

Universitario de Deportes
- Primera División: 2000

## Auszeichnungen
- Brasilianischer Torschützenkönig: 1988
- Bola de Prata: 1988
- Peruanischer Torschützenkönig: 1998